# Comuna Kõue
Kõue (în germană Kau) este o comună (vald) din Comitatul Harju, Estonia. Comuna numără 38 de sate.
Reședința comunei este satul Ardu. Localitatea a fost locuită de germanii baltici.

## Localități componente

### Sate
- Ardu
- Aela
- Alansi
- Äksi
- Habaja
- Harmi
- Kadja
- Kantküla
- Katsina
- Kirivalla
- Kiruvere
- Kukepala
- Kõrvenurga
- Kõue
- Laane
- Leistu
- Lutsu
- Lööra
- Marguse
- Nutu
- Nõmmeri
- Ojasoo
- Pala
- Paunaste
- Paunküla
- Puusepa
- Rava
- Riidamäe
- Rõõsa
- Saarnakõrve
- Sae
- Silmsi
- Sääsküla
- Triigi
- Uueveski
- Vahetüki
- Vanamõisa
- Virla